# AtariWinter
O AtariWriter é um programa processador de texto para os computadores Atari de 8-bits lançado pela Atari, Inc. como um cartucho ROM de 16 kB em 1983. O programa era rápido e fácil de usar, mas ainda permitia a criação de documentos bastante complexos. Foi um sucesso para a plataforma, com pelo menos 800.000 unidades vendidas inicialmente, sem contar as versões internacionais e as atualizações posteriores.
A Atari lançou o  Atari Word Processor, seu primeiro processador de texto de marca, em 1981. As críticas foram unânimes em elogiar seus recursos, mas também observaram seus problemas de usabilidade, incluindo a dificuldade e os exigentes requisitos de sistema. Quando os novos modelos da série XL foram lançados, o Atari Word Processor foi abandonado em favor de um programa mais simples que funcionasse em qualquer máquina. William Robinson, autor do Text Wizard da Datasoft, foi contratado para o projeto do novo software, e ele modificou o programa para ser executado em um cartucho.
O lançamento do programa foi acompanhado de críticas positivas, mas também foram levantadas preocupações sobre a falta de mala direta e de um corretor ortográfico, além da ausência de drivers de impressora [en] para outras impressoras que não as da Atari. Para atender à demanda por impressoras que não fossem da Atari, pelo menos 25.000 cópias de um pacote de impressoras adicionais foram vendidas por meio de vendas diretas e do Atari Program Exchange [en]. Em 1986, a Atari lançou o AtariWriter Plus, com novos recursos, além de um corretor ortográfico e mala direta disponíveis em disquete. O AtariWriter 80, a versão final do software lançada em 1989, adicionou suporte para a tela de 80 colunas XEP80. O AtariWriter também gerou uma porta para o Atari ST com o programa ST Writer [en], que foi oferecido gratuitamente nos primeiros modelos do ST.

## História

### Antes do AtariWinter
O plano de marketing original da Atari para a família de computadores de 8-bits, que incluía o Atari 400 e o Atari 800, era comercializar o 400 para o setor de educação e jogos, e o 800 para pequenos escritórios, onde o CP/M e o Apple II eram bem-sucedidos. Infelizmente, a falta de software comercial útil impediu qualquer venda para o mercado de escritórios, e a máquina rapidamente ganhou a reputação de ser uma caixa de jogos glorificada.
Em 1980, a Atari resolveu esse problema introduzindo seu próprio processador de texto Atari Word Processor. Ele era fornecido em um disquete com proteção anticópia e exigia 48 kB de RAM. Esses requisitos significavam que o usuário tinha que ter, no mínimo, um Atari 800 totalmente expandido e uma unidade de disco  Atari 810. As máquinas não tinham uma interface paralela e a Atari não vendia impressoras com o adaptador SIO [en] integrado, portanto, a impressão exigia a interface Atari 850 e uma impressora paralela como a Atari 825 ou a amplamente recomendada Epson MX-80.
Embora o programa de software fosse repleto de recursos, incluindo suporte para aspectos como layout de duas colunas, os revisores apontaram que ele era difícil de usar. Além de um extenso conjunto de comandos de edição usando teclas Control, incluindo comandos de cursor que não usavam as próprias teclas direcionais do sistema, operações mais complexas, como carregar documentos ou imprimir, exigiam viagens por menus de texto de vários níveis. Como essas operações eram essencialmente impossíveis de serem lembradas, foi incluída uma folha de referência rápida e a documentação foi projetada para ficar em pé em uma mesa para uso contínuo.
O Atari Word Processor era um dos três principais programas de software de processamento de texto nos primeiros dias da plataforma, com análises de 1982 que incluíam o Text Wizard da Datasoft e o Letter Perfect da LKJ. Esses programas eram muito mais simples do que o AtariWriter em termos de recursos, podiam ser executados em qualquer máquina da linha e eram muito mais fáceis de usar. Por todos esses motivos, eles superaram facilmente o Atari Word Processor. O Text Wizard era frequentemente considerado a melhor opção de compra, e o Letter Perfect, a melhor opção geral; o Atari não era recomendado com frequência.

### AtariWinter
Em algum momento no final de 1981, Gary Furr deixou seu emprego na GTE, onde escrevia especificações de software de aplicativos para empreiteiros do governo. Transferindo-se para a Atari, Furr e a gerente de produtos Peggy Allen logo começaram a planejar a substituição do Atari Word Processor. Em vez de modificar o software, eles decidiram abandoná-lo completamente, mas não antes de Furr escrever a especificação de design do AtariWriter usando o Atari Word Processor em março ou abril de 1982.
Um ou dois meses depois, eles descobriram que não havia programadores suficientes disponíveis na empresa para escrever o programa especificado. Para preencher essa lacuna, eles contrataram William Robinson, de 15 anos, autor do Text Wizard, para modificar o programa para que fosse executado em um cartucho ROM. Robinson já havia escrito o Text Wizard para a Datasoft, empresa de software sediada em Los Angeles, e ele havia recebido boas críticas enquanto era executado em pouquíssima memória RAM.
Na época, cartuchos de troca de banco eram incomuns, mas as máquinas Atari sempre incluíram a capacidade pouco utilizada de incluir até 16 kB em um único cartucho. Isso permitia que ele fosse executado em qualquer máquina da linha, até mesmo nos modelos 400 e 600XL, que vinham com apenas 16 kB de RAM. Isso também significava que não havia necessidade de um disquete, e os documentos podiam ser salvos no drive de cassete do Atari 410 [en]. Uma grande vantagem sobre o Atari Word Processor era que o programa não era carregado na RAM e, portanto, deixava muito mais memória livre; em um Atari 800, o Atari Word Processor tinha apenas cerca de 10 kB livres, o suficiente para cerca de uma página de texto, mas o AtariWriter tinha cerca de 20 kB livres, mesmo com o DOS carregado, permitindo que pequenos documentos de até cerca de seis páginas fossem mantidos inteiramente na memória.
A programação ocorreu durante o verão de 1982, com testes internos no outono do mesmo ano, continuando no início de 1983. Os testes finais e a documentação estavam praticamente concluídos entre fevereiro e março, quando foi realizada uma reunião de status da divisão de computadores domésticos. Na reunião, Furr descreveu como eles lidavam com as impressoras - o programa carregava um único driver de impressora por vez, com todas as quatro impressoras Atari suportadas e outras disponíveis no disco. O gerente se recusou a oferecer suporte a impressoras que não fossem da Atari, e Furr teve que ligar para Robinson e pedir que ele removesse os drivers extras. Uma seção curta foi adicionada ao manual informando que drivers adicionais estariam disponíveis no Atari Program Exchange (APX).
O AtariWriter 1.0 foi liberado para produção na primavera de 1983. Os direitos autorais do software são de 1982. Furr deixou a Atari logo em seguida e assumiu um cargo na Datasoft. Três pequenas atualizações adicionais foram lançadas no ano seguinte, culminando na Versão C. O programa foi um enorme sucesso, tornando-se um dos produtos mais vendidos da Atari de todos os tempos. Mais tarde, Furr foi informado de que a versão original em cartucho havia vendido cerca de 800.000 cópias, sem incluir as versões em idiomas estrangeiros como francês, espanhol, alemão e italiano, ou as versões posteriores, como Plus e 80. Considerando que havia cerca de 4 milhões de máquinas vendidas no total, isso representa uma parte significativa de toda a frota da Atari. Para fins de comparação, o processador de texto mais popular no IBM PC durante essa época, o WordStar, vendeu 650.000 cópias em todas as plataformas até o outono de 1983.

### Driversde impressoras
A decisão da gerência de oferecer suporte apenas às impressoras Atari foi criticada por todas as análises de produtos como um mau julgamento por parte da Atari. Furr começou a escrever drivers por conta própria em casa, e uma seleção de 10 a 11 deles apareceu pela primeira vez no catálogo APX do outono de 1983. Quando a APX foi fechada em 1984, Furr assumiu o controle e começou a vender diretamente de sua casa. Furr descobriu que eles estavam sendo comprados por grupos de usuários que os distribuíam para seus membros. Mesmo assim, ele vendeu 25.000 cópias entre 1983 e 1993 diretamente, sem incluir as vendas adicionais por meio da APX. A última cópia foi vendida em 1993. Vários anos depois, Furr foi contatado por um grupo de usuários na Pensilvânia, o que o levou a enviar todos os discos com o código-fonte para o grupo. Durante esse período, o número de drivers aumentou dos 10 originais para 159 quando ele entregou o código.

### AtariWriter Plus
Após a compra da Atari por Jack Tramiel em 1984, a nova Atari Corporation introduziu versões de custo reduzido da série XE na linha de 8-bits. Entre elas estava o modelo 130XE, que usava troca de banco para suportar 128 kB de RAM. Para essas máquinas, uma nova versão do AtariWriter foi lançada em novembro de 1985, o AtariWriter Plus. Nessa época, Robinson havia deixado a Datasoft e fundado sua própria empresa, a Micro Fantasy. Ele continuou a ser o principal programador do programa principal, enquanto Ron Rosen cuidava da mala direta e R. Stanley Kistler do corretor ortográfico. Jeffrey Bass escreveu a documentação.
O AtariWriter Plus adicionou uma série de novos recursos, dando-lhe paridade com o Atari Word Processor original em termos de potência. Praticamente todas as partes do programa foram alteradas de alguma forma. O acréscimo de todas essas funcionalidades fez com que ele não coubesse mais em um cartucho de 16 kB e, em vez disso, fosse enviado em dois disquetes, um deles com a versão “normal” em um lado e a versão 130XE no outro. Ao contrário da versão original, que inicializava em menos de um segundo, o carregamento da nova versão a partir do disco levava quase um minuto.
A principal diferença em relação à versão original era o suporte à rolagem horizontal, que permitia a edição direta de documentos mais amplos. Esse era um dos recursos notáveis do Atari Word Processor original, que usava o sistema de rolagem assistida por hardware da plataforma para mover rapidamente todo o documento na horizontal e permitir a edição em até 132 colunas. A nova versão do AtariWriter funcionava da mesma forma, mas expandia ainda mais para um máximo de 249 colunas. Outra mudança notável foi que as opções de formatação foram definidas por meio de um menu global, em vez de na tela do documento. Uma nova opção de salvar como ASCII simples permitia remover facilmente esses códigos para enviar texto simples a outros usuários. Outro recurso importante retirado do Atari Word Processor foi o layout de duas colunas. Também foram incluídas dezenas de outras alterações menores que facilitaram muito as operações comuns.
A nova versão também expandiu bastante o suporte a impressoras. Além do conjunto original de impressoras Atari e das impressoras adicionadas posteriormente, como as impressoras de impacto XMM 801 e XDM 121, a seleção de “outras” mostrava drivers para a Epson FX-80, a MicroPrism 480 e a Juki 6100. Esse menu tinha outra seleção que permitia carregar um driver do disco. O manual incluía uma seção inteira sobre como criar seu próprio driver de impressora, embora os drivers dos discos APX originais continuassem a funcionar.
Outras novas opções estavam disponíveis como subprogramas de carregamento sob demanda que eram incluídos no disco do programa. O mais notável era o Atari Proofreader, um corretor ortográfico com uma biblioteca de 36.000 palavras que ocupava os dois lados do segundo disco. Ao selecionar Verificar Ortografia no menu principal, o AtariWriter saía e executava o Proofreader, que carregava um documento selecionado e continuava. Outra opção era a Mala Direta, que funcionava de forma semelhante e podia mesclar até 255 registros de até 15 campos armazenados em um segundo arquivo. Como todos esses recursos eram baseados em disco, eram bastante lentos; um documento de 3.000 palavras levava cerca de 15 minutos para ser verificado ortograficamente.
Uma desvantagem do novo programa era que ele deixava apenas 12 kB livres em uma máquina original de 48 kB, apenas um pouco mais do que os 10 kB do Atari Word Processor original. No 130XE, executando a versão personalizada, havia 47.616 bytes disponíveis. Isso foi organizado em três bancos de 15.872 bytes, mas o programa tentou tornar isso invisível carregando e salvando todos os três em um único arquivo. Entretanto, durante a edição, era necessário pular manualmente de um banco para outro usando uma tecla de função.

### AtariWriter 80
Após anos de reclamações de que a plataforma não tinha suporte oficial para 80 colunas, a Atari lançou o XEP80 em 1987, um módulo de exibição plug-in que conectava uma das portas do joystick Atari [en] a um monitor composto [en]. Qualquer programa que desejasse usar essa opção tinha que ser reescrito para oferecer suporte ao novo modo, que não tinha relação alguma com o hardware de monitor integrado. A Atari usou o AtariWriter Plus para produzir o AtariWriter 80, que era idêntico. A única grande mudança foi que a exibição de colunas no editor, que antes ficava na parte inferior da tela, agora foi reposicionada na parte superior. O XEP se comunicava em série, portanto, alguns atrasos eram observados quando a tela completa era redesenhada, como ao alternar para o menu e voltar para o documento, mas o sistema era semelhante ao AtariWriter Plus. O programa foi aparentemente concluído em novembro de 1987, mas, por razões desconhecidas, não foi lançado até o final do verão de 1988.

### ST Writer
Depois de assumir o controle da Atari, a família Tramiel queria introduzir um computador totalmente novo baseado em interface gráfica do usuário, que surgiu como o Atari ST no verão de 1985. Preocupados com o fato de que o novo sistema não teria software útil em seu lançamento, o que poderia levar aos mesmos problemas que fizeram as pessoas descartarem o Atari 800, eles decidiram transferir o AtariWriter para o ST Writer. O programador Dan Oliver transferiu o código do editor de tela AtariWriter em linguagem assembly existente para o ST Writer, enquanto John Feagans converteu os manipuladores de layout e formatação para a linguagem de programação C. Em duas semanas, uma versão do AtariWriter Plus estava pronta e funcionando como ST Writer.
A execução na nova máquina trouxe muitas vantagens para o programa. A memória não era mais limitada, e o programa era capaz de lidar com documentos muito grandes. Ele também tinha uma tela natural de 80 colunas e era extremamente rápido. O programa era tão parecido com o original que podia trocar arquivos sem nenhuma edição.
Por mais útil que o programa fosse, ele não era baseado em interface gráfica do usuário e foi lançado gratuitamente enquanto a Atari iniciava a busca por um programa de interface gráfica do usuário para substituí-lo. No final de 1985, surgiram vários processadores de texto com interface gráfica de usuário, e o desenvolvimento do ST Writer na Atari chegou ao fim. Nessa época, o ST Writer já havia conquistado um grande número de seguidores e os substitutos eram vistos como de segunda categoria em comparação. A empresa acabou permitindo que o usuário Bruce Noonan assumisse o desenvolvimento. Ele continuou lançando o produto em várias versões principais, até mesmo adicionando uma interface gráfica do usuário limitada para acesso ao menu, com os últimos lançamentos na década de 1990.

## Recepção
As análises do AtariWriter foram, em geral, positivas, com os críticos apontando a falta de recursos como drivers de impressora, mala direta e verificação ortográfica.
A análise da revista ANALOG Computing [en] descreve como o programa é fácil de usar, observando que a própria análise está sendo concluída no programa apenas algumas horas depois de sua chegada. Depois de observar que outras impressoras, como a Epson em particular, não eram compatíveis, o artigo conclui: “O AtariWriter tem uma boa documentação, é razoavelmente fácil de aprender e usar, não parece deixar você preso em nenhum lugar e tem comandos e flexibilidade suficientes para atender às necessidades daqueles que provavelmente o usarão... Depois de uma série de fracassos, a Atari tem um sucesso em suas mãos."
A revista Antic [en] elogiou sua velocidade, simplicidade e comando de desfazer, chamando o AtariWriter de “à prova de falhas”. As únicas preocupações eram a falta de suporte a impressoras de terceiros, a tecla Insert e a mala direta. Concluiu-se que “o AtariWriter é o melhor programa não relacionado a jogos que a Atari lançou... Em comparação com os outros processadores de texto disponíveis, ele é claramente superior em termos de preço e desempenho."
A Creative Computing [en] publicou uma análise mais extensa, chamando-o de “candidato a melhor produto da Atari em um longo tempo”. O produto é descrito como sendo fácil de usar e infalível devido às várias verificações para evitar a perda de dados. A falta de drivers de impressora é apontada, mas isso é resolvido de alguma forma ao permitir que o usuário incorpore caracteres de controle de impressora diretamente no texto. Ele conclui: “Minha impressão geral do AtariWriter é positiva. Ele tem um bom controle de erros, é muito fácil de usar e entender, e pode ser usado com o gravador de fita cassete. Há suporte para recursos poderosos, como fusão de arquivos e impressão em cadeia... O AtariWriter será o melhor processador de texto do Atari para a maioria dos proprietários de computadores Atari."
A InfoWorld também o analisou, dando-lhe uma classificação menos estelar de regular a bom. Ela começa com “Dadas as limitações do hardware do Atari, o AtariWriter é um bom processador de texto. Mas se você escrever documentos maiores do que a memória do seu computador ou se precisar exibir 80 colunas de texto na tela, esqueça o AtariWriter, use sua máquina de escrever ou compre um computador mais caro." Posteriormente, observa que os documentos podem ser agrupados e impressos como um único documento usando um código na parte inferior de um documento individual, evitando a limitação de memória. Em seguida, ele aponta uma série de pequenos incômodos, incluindo o fato de não haver garantia de devolução do dinheiro.
O Book of Atari Software 1984 da Addison-Wesley deu ao software uma classificação geral A. O livro afirmou que ele “anuncia uma nova era no processamento de texto” para os proprietários de computadores Atari de 8-bits e “um bom motivo para comprar um Atari”. Ele elogiou a facilidade de uso e a visualização de impressão do AtariWriter e concluiu que o software era “obrigatório para todo escritor sério e proprietário de Atari”.
A Consumer Reports [en] classificou a combinação de um Atari 800XL, AtariWriter e a impressora Atari 1027 como o melhor sistema de processamento de texto pelo preço.

## Publicidade
Pouco depois do lançamento do AtariWriter, o último episódio de M*A*S*H [en] foi ao ar em fevereiro de 1983. Posteriormente, Steve Ross [en] contratou o ator principal de M*A*S*H, Alan Alda, como porta-voz da Atari em um contrato de cinco anos, no valor de US$ 10 milhões, que produziria comerciais de televisão para a empresa até 1988. O relacionamento de Alda com a Atari foi anunciado na Consumer Electronics Show em junho de 1983, com uma série bem-sucedida de comerciais na televisão lançada no mesmo ano. A Atari explicou sua decisão de usar Alda como porta-voz, observando que Alda tinha um Q Score alto, o que o tornava a “personalidade de televisão mais conhecida e querida dos Estados Unidos” na época, e descreveu seu ambicioso plano de anunciar seus produtos de hardware e software em todo o espectro da mídia impressa e televisiva com uma campanha maciça.
Alda fez pelo menos duas propagandas de televisão sobre o AtariWriter, bem como uma cópia escrita. Em um anúncio impresso, o software foi promovido com a manchete “AtariWriter torna mais fácil ser um escritor melhor”, com uma imagem de Alda sentado em frente ao computador segurando o software. Alda ofereceu um testemunho de celebridade sobre o produto, dizendo aos leitores: “Você pode gastar sua energia em ideias em vez de digitar”. O AtariWriter foi anunciado por cerca de US$ 99,95, o que era considerado metade do custo de um de seus concorrentes, o LetterPerfect, que custava US$ 200. Esse preço “abaixo de US$ 100” foi comercializado para os consumidores como um “preço de orçamento familiar”, com um anúncio dizendo: “Você não encontrará um processador de texto mais amigável e mais poderoso pelo dobro do preço”.

## Descrição
O programa tem dois modos principais, o menu e o editor. O usuário pode alternar do menu para o editor usando o comando E e voltar pressionando Escape.
O menu principal inclui apenas oito opções: Criar Arquivo, que apaga qualquer texto na memória e cria um novo; Excluir Arquivo, para remover um arquivo do disco; Editar Arquivo, Formatar Disco, Diretório, Carregar Arquivo, Imprimir Arquivo e Salvar Arquivo. Se um arquivo for Criado ou Carregado, o usuário selecionará Editar para entrar no editor.
O editor exibe o texto do documento na parte superior da tela e uma área de status de quatro linhas na parte inferior. Nessa área de status, é exibida com destaque a mensagem “PRESS ESC TO RETURN TO MENU” (Pressione ESC para retornar ao menu). Acima disso, há a indicação da linha e da coluna atuais e uma exibição das paradas de tabulação renderizadas como setas para cima. Na parte superior de cada documento, há uma linha de caracteres de controle que define coisas como o espaçamento entre tabulações, as margens e a largura total do documento. Esses caracteres são armazenados como texto no documento e podem ser editados ao passar o cursor sobre eles e alterar os valores.
O AtariWriter inclui quebra automática de palavras, edição em tela cheia, impressão em duas colunas, pesquisa e substituição, desfazer, edição em bloco e um recurso de visualização de impressão que permite aos usuários visualizar uma página imprimível rolando a tela. Os atributos de impressão são definidos diretamente no documento usando caracteres de controle. Isso permite alterações diretas na formatação de texto, como margens, espaçamento e alinhamento.